# Odair Souza
Odair Souza, meglio noto come Neném (Urubici, 4 febbraio 1982), è un ex calciatore brasiliano, di ruolo centrocampista.

## Caratteristiche tecniche
È un trequartista.

## Carriera
È cresciuto nelle giovanili del Guarani de Palhoça.
Il 28 novembre 2016 si salva dal disastro aereo cha ha coinvolto la squadra della Chapecoense in quanto non convocato e quindi non in volo.